# Działko przeciwlotnicze

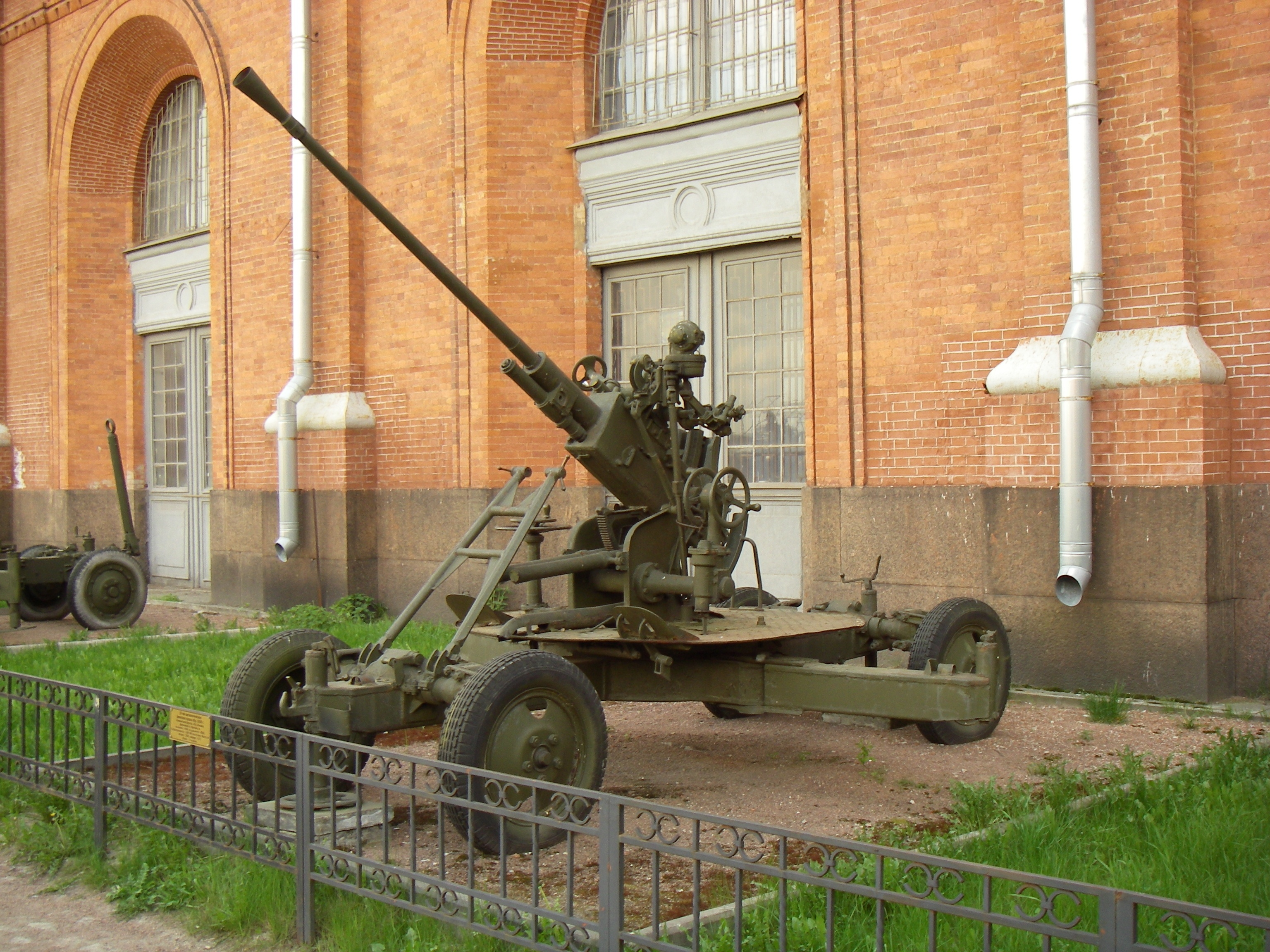
Działko przeciwlotnicze wz. 1939 (61-К)

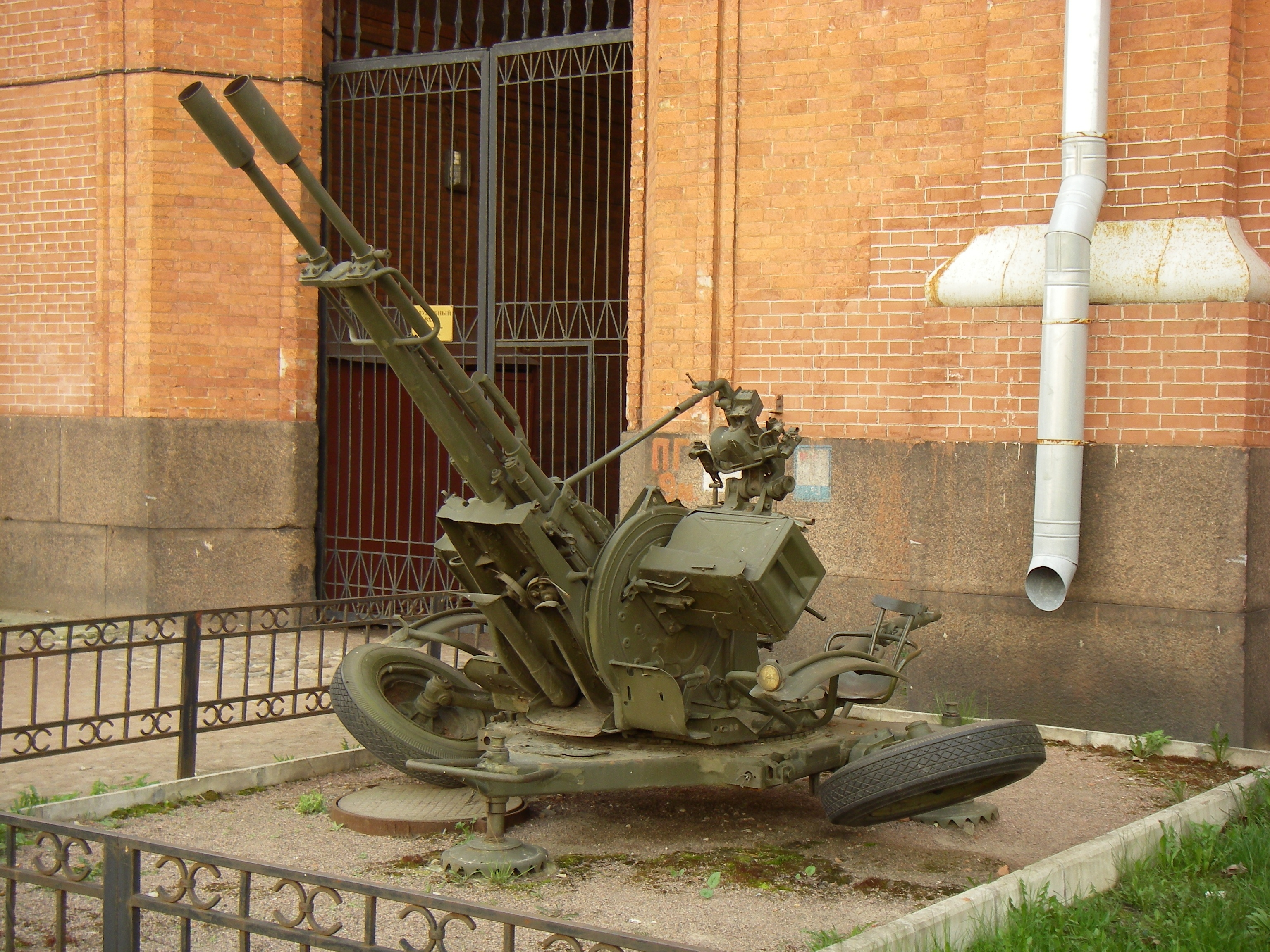
Działko przeciwlotnicze ZU-23-2

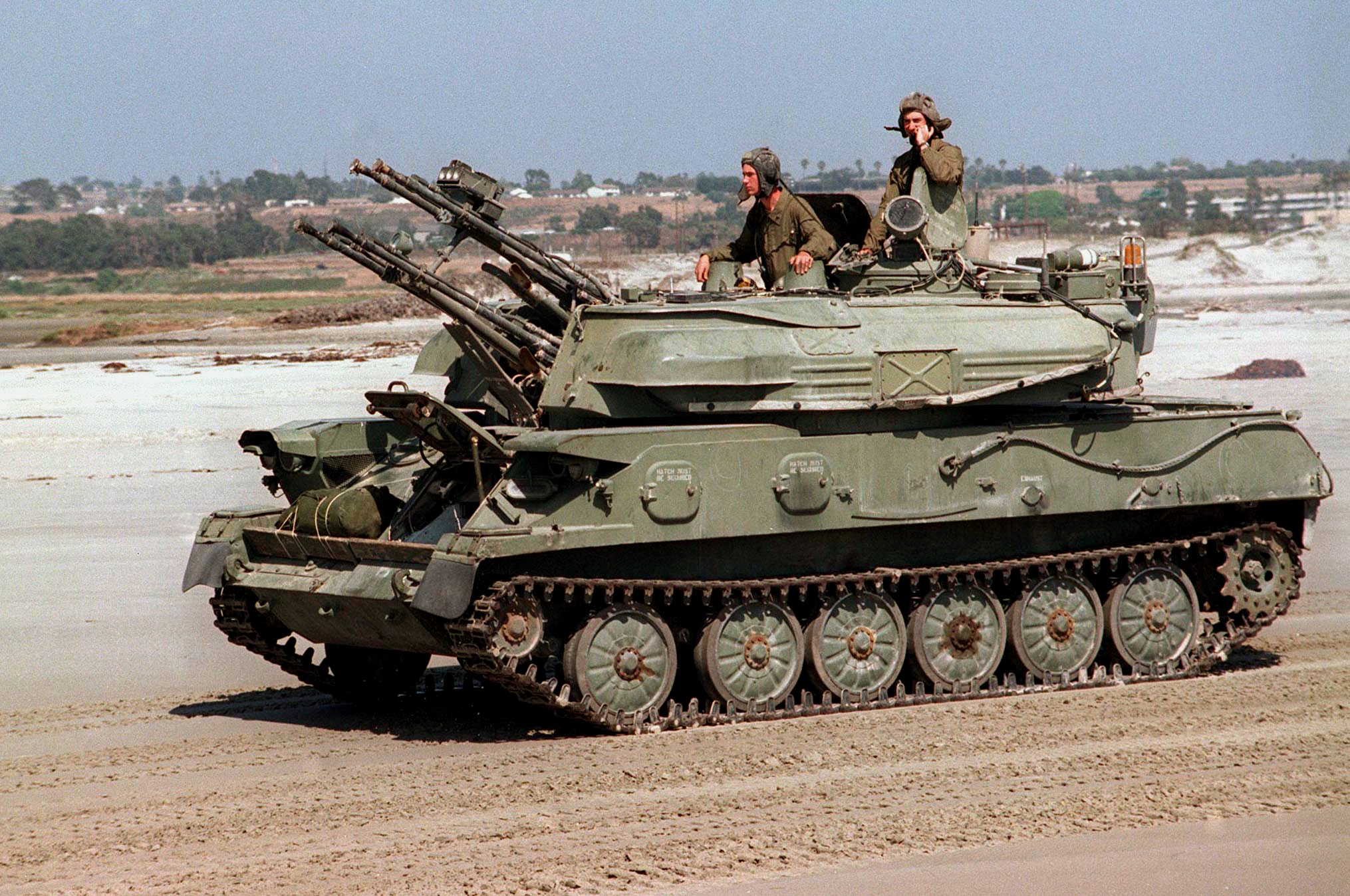
Samobieżny zestaw przeciwlotniczy ZSU-23-4 wyposażony w 4 sprzężone działka przeciwlotnicze

Działko przeciwlotnicze – popularne określenie automatycznych armat przeciwlotniczych o kalibrze od 20 do 37 mm (sporadycznie 40 mm), przeznaczonych głównie do zwalczania celów powietrznych na niskim pułapie. W sporadycznych przypadkach również do zwalczania słabo opancerzonych celów naziemnych.
Działka przeciwlotnicze są używane zarówno w wersji naziemnej, jak i okrętowej (montowanych na pokładach okrętów). W wersji naziemnej są zwykle przewoźne, montowane na holowanych kołowych lawetach lub na podwoziach samobieżnych (samobieżne zestawy przeciwlotnicze). Wyposażone są w odpowiednie celowniki umożliwiające prowadzenie ognia do celów powietrznych. Rzadziej działka takie posiadają system kierowania ogniem, stosowany przede wszystkim w wersjach samobieżnych (nazywanych też wtedy samobieżnymi zestawami przeciwlotniczymi). W wersjach naziemnych działka przeciwlotnicze są pojedyncze lub sprzężone: podwójnie, potrójnie lub poczwórnie na jednej lawecie; w wersjach okrętowych stosowane były nawet działka sprzężone po 8 na jednej podstawie (brytyjskie działka 40 mm).
Działka przeciwlotnicze mogą strzelać seriami od kilku do kilkudziesięciu nabojów (armata automatyczna), zależnie od kalibru i pojemności podajnika amunicji. W celu zwiększenia szybkostrzelności w niektórych konstrukcjach stosowane jest wymuszone chłodzenie luf cieczą. Istnieją też działka wielolufowe, zwłaszcza w systemie Gatlinga.

## W Wojsku Polskim
Obecnie najpopularniejszym holowanym działkiem przeciwlotniczym w Wojsku Polskim jest radziecka podwójnie sprzężona armata ZU-23-2 kalibru 23 mm (tzw. Kaczka, lub zamontowana na samochodzie Star 266 - Hibneryt), produkowana i używana także w Polsce (zmodernizowana polska wersja z ulepszonym celownikiem oraz wyposażona również w rakiety nosi oznaczenie ZUR-23-2TG). 
Te same działa sprzężone poczwórnie na samobieżnym podwoziu gąsienicowym, wyposażone w radarowy system poszukiwania celów, śledzenia i celowania oznaczone były ZSU-23-4 (Szyłka).
Efektywny zasięg rażenia armat tak Kaczki, jak Szyłki sięgał maksymalnie 2,5 km, przy donośności poziomej ok. 7 km i pionowej - 5 km. Stosowana amunicja - odłamkowa i przeciwpancerna, teoretyczna szybkostrzelność - 1000 pocisków na minutę z każdej lufy (mimo chłodzenia wodnego luf, po wystrzeleniu 50 pocisków niezbędne było wstrzymywanie ognia w celu zabezpieczenia ich przed przegrzaniem).